# Helmut Dudek
Helmut Dudek (* 14. Dezember 1957 in Bytom; † 22. Mai 1994 in Leverkusen) war ein deutsch-polnischer Fußballspieler.

## Karriere
Der fünffache polnische Jugendnationalspieler Dudek kam von GKS Szombierki Bytom zur Saison 1978/79 an den Bökelberg und spielte zwei Jahre mit Borussia Mönchengladbach in der Bundesliga. Unter Trainer Udo Lattek absolvierte Dudek in der Saison 1978/79 fünf Spiele. Sein Debüt gab er am 6. Spieltag beim 4:1-Sieg gegen Arminia Bielefeld. Vor Torhüter Wolfgang Kneib spielte er neben Frank Schäffer, Horst Wohlers und Norbert Ringels in der Verteidigung. In der nächsten Bundesligarunde übernahm Jupp Heynckes das Traineramt bei den Fohlen, unter ihm konnte sich Dudek nicht mehr durchsetzen, er absolvierte lediglich ein Spiel. Neben seinen sechs Bundesligaeinsätzen hatte Dudek noch zwei Spiele im DFB-Pokal des Jahres 1978/79 gegen Arminia Hannover und Hertha BSC absolviert. In der gleichen Saison gewann die Borussia den UEFA-Cup. Dabei hatte Dudek in vier Spielen gegen Sturm Graz, Benfica Lissabon und Śląsk Breslau mitgewirkt.
Anschließend wechselte er in die USA, wo er in der Major Soccer League Hallenfußball spielte. Dudek lief für Wichita Wings, Memphis Americans, Las Vegas Americans, Pittsburgh Spirit, Minnesota Strikers, Baltimore Blast auf.